# فيكرز وندسور
فيكرز وندسور  (بالإنجليزية: Vickers Windsor)‏ هي قاذفة قنابل ثقيلة بريطانية في الحرب العالمية الثانية، بأربع محركات أنتجت في 1943 ببريطانيا. من صناعة فيكرز أرمسترونغس. كانت تستخدم بشكل أساسي من قبل سلاح الجو الملكي. كان أول طيران لها في 23 أكتوبر 1943.